# 南鳗
南鳗（学名：Japonoconger sivicola）为康吉鳗科南鳗属的鱼类，俗名短尾吻鳗、短尾突吻鳗。分布于日本的静冈到高知的外海以及北起浙江的舟山外海、南至海南新村等，常见于深海。该物种的模式产地在日本。